# Col de Turnu Roșu
Pour les articles homonymes, voir Turnu (homonymie).
Le col de Turnu Roșu, en roumain Pasul Turnu Roșu, en hongrois Vöröstoronyi-szoros, en allemand Roter-Turm-Pass, littéralement en français « col de la Tour rouge », est considéré comme un col de montagne mais est en réalité un défilé des Carpates, en Roumanie.

## Géographie
Le cours supérieur de l'Olt, né sur le versant des Carpates orientales intérieures, traverse le plateau transylvain d'est en ouest avant d'obliquer vers le sud par une brèche longue de 40 kilomètres et profonde de 400 mètres, coupant du nord au sud les Alpes de Transylvanie. Ce passage fait communiquer le județ de Sibiu en Transylvanie au nord avec celui de Vâlcea en Valachie au sud. C'est la voie de communication principale entre Bucarest et les villes du Nord et de l'Ouest du pays. Il est emprunté par la route européenne 81.

## Histoire
Sous l'Empire romain, le col de Turnu Roșu est une des voies de passage de la province de Dacie, dominée par la forteresse de Castra Traiana, d'où son nom ancien de « Porte de Trajan ». La forteresse médiévale, bâtie en pierre rougeâtre qui lui vaut son nom de Tour Rouge, sert de douane et de lieu de relégation. Elle est assiégée à deux reprises par les Ottomans, sous Jean Hunyadi en 1442 et Étienne de Thalegd en 1493. C'est par ce col que l'armée russe entre en Transylvanie en 1849 pour réprimer la révolution hongroise. Pendant la Première Guerre mondiale, sur le front roumain, de durs combats opposent du 26 septembre au 24 novembre 1916 les troupes allemandes de l'Alpenkorps et de la 187e division d'infanterie à celles du royaume de Roumanie.